# Ivan van Zyl
Ivan van Zyl (Pretoria, 30 de junio de 1995) es un jugador sudafricano de rugby que se desempeña como medio scrum y juega en los Bulls, franquicia del Super Rugby. También es internacional con los Springboks.

## Selección nacional
Fue seleccionado a los Baby Boks para disputar el Campeonato Mundial de Rugby Juvenil 2015 donde Van Zyl jugó todos los partidos como titular indiscutido y los sudafricanos obtuvieron el tercer puesto.
Fue convocado por Rassie Erasmus a los Springboks por primera vez en junio de 2018, hizo su debut internacional contra los Dragones rojos jugando como titular, pero perdió el puesto con Faf de Klerk. Es nuevamente seleccionado para disputar The Rugby Championship 2018 donde además de competir con De Klerk, lo hace también con Ross Cronjé.
En total lleva 3 partidos jugados y 45 puntos marcados, productos de nueve tries.